# Bendis (bướm đêm)
Bendis là một chi bướm đêm thuộc họ Noctuidae.